# الجمعية الأمريكية للمساواة في الحقوق

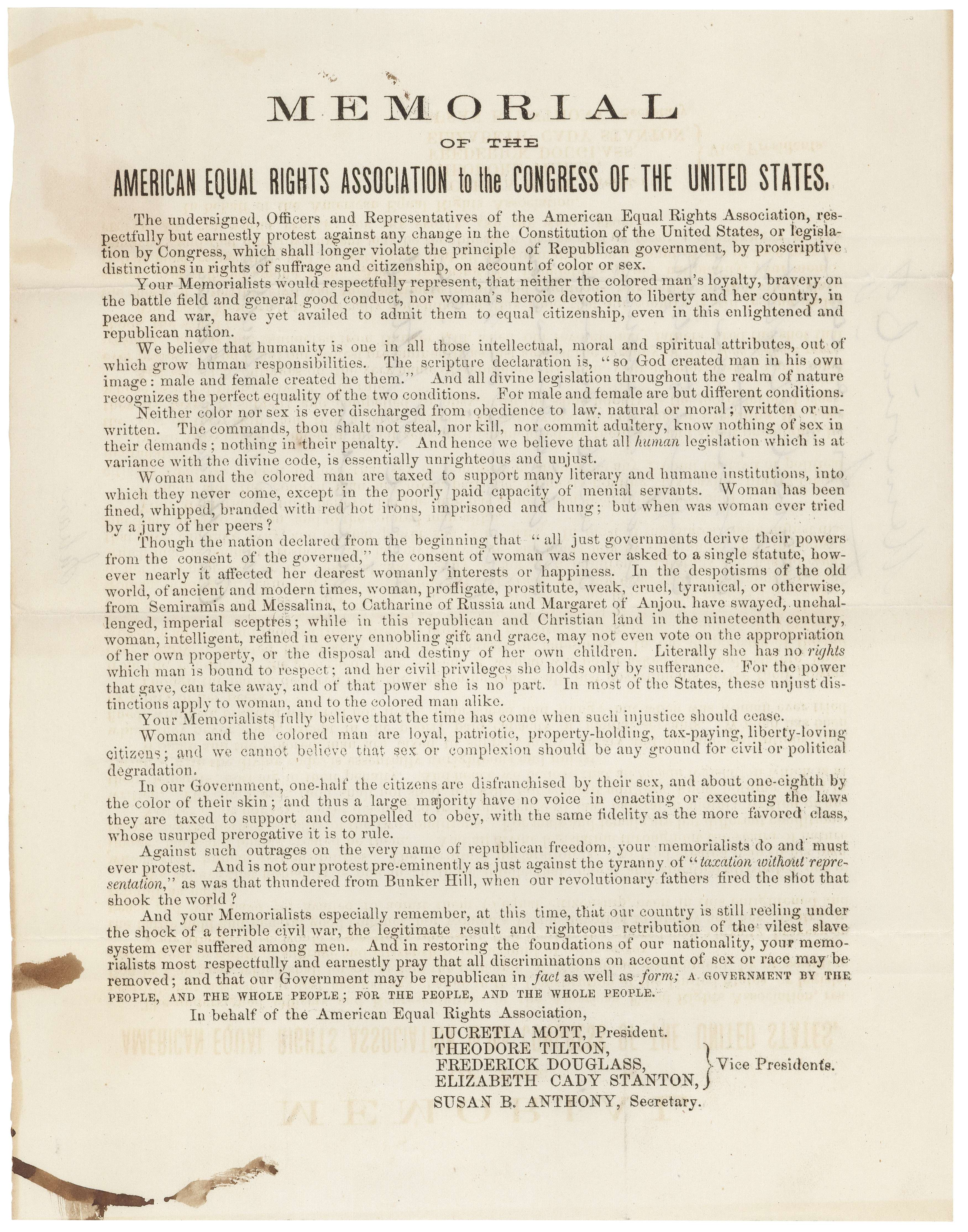
وثيقة تذكارية للجمعية الأمريكية للمساواة في الحقوق 3 يناير 1867

تأسست الجمعية الأمريكية للمساواة في الحقوق سنة 1866 في الولايات المتحدة. ووفقًا لدستور الجمعية، فإن الغرض منها كان «ضمان الحقوق المتساوية لجميع المواطنين الأمريكيين، خاصةً حق التصويت، بصرف النظر عن العرق أو اللون أو الجنس». كان بعض أبرز الناشطين الاصلاحيين في ذلك الوقت أعضاء، ومن ضمنهم نساء ورجال من السود والبيض.
أُنشئت الجمعية بموجب المؤتمر الوطني الحادي عشر لحقوق المرأة، التي تحولت إلى منظمة جديدة. اقترح قادة الحركة النسائية سابقًا إنشاء منظمة مماثلة معنية بالمساواة في الحقوق، بدمج حركتهم مع الجمعية الأمريكية لمناهضة العبودية، لكن المنظمة لم تقبل اقتراحهم.
شنّت الجمعية حملتين رئيسيتين سنة 1867. في نيويورك، التي كانت بصدد تعديل دستور الولاية، جمع العاملون في الجمعية التماسات تأييدًا لحق الانتخاب للمرأة وإلغاء اشتراطات الملكية التي تميز تحديدًا ضد الناخبين السود. وفي ولاية كانساس قاموا بحملات استفتاءات من شأنها أن تمنح حق التصويت للأمريكيين من أصل إفريقي وللنساء. وفي كلتا المنطقتين، واجهت الحملة المطالبة بحق المرأة في الاقتراع مقاومةً متزايدة من الحلفاء السابقين المؤيدين لإلغاء عقوبة الإعدام، الذين عدّوا ذلك عائقًا أمام تحقيق الهدف الفوري المتمثل في كسب الأمريكيين من أصل أفريقي حق التصويت. انتهت حملة كانساس إلى الفوضى وتبادل الاتهامات، ما أدى إلى انقسامات بين من عملوا أساسًا من أجل حقوق الأمريكيين من أصل إفريقي ومن عملوا أساسًا من أجل حقوق المرأة، وأدى إلى انقسامات داخل الحركة النسائية نفسها.
واصلت الجمعية عقد اجتماعات سنوية بعد فشل حملة كانساس، لكن تزايد الخلافات جعل من الصعب على أعضائه العمل معًا. كان الخلاف حول التعديل الخامس عشر المقترح لدستور الولايات المتحدة -الذي يحظر الحرمان من التصويت بسبب العرق- حادًا بشكل خاص لأنه لا يحظر أيضًا الحرمان من التصويت بسبب الجنس. وكان الاجتماع الذي عقدته الجمعية سنة 1869 إيذانًا بنهاية المنظمة وأدى إلى تشكيل منظمتين متنافستين في مجال حق الاقتراع للمرأة. واستمرت الخلافات المريرة التي أدت إلى زوال تأثير الجمعية في الحركة النسائية في السنوات اللاحقة.
الجمعية الأمريكية للمساواة في الحقوق

## أحداث تاريخية

### كبار المشاركين

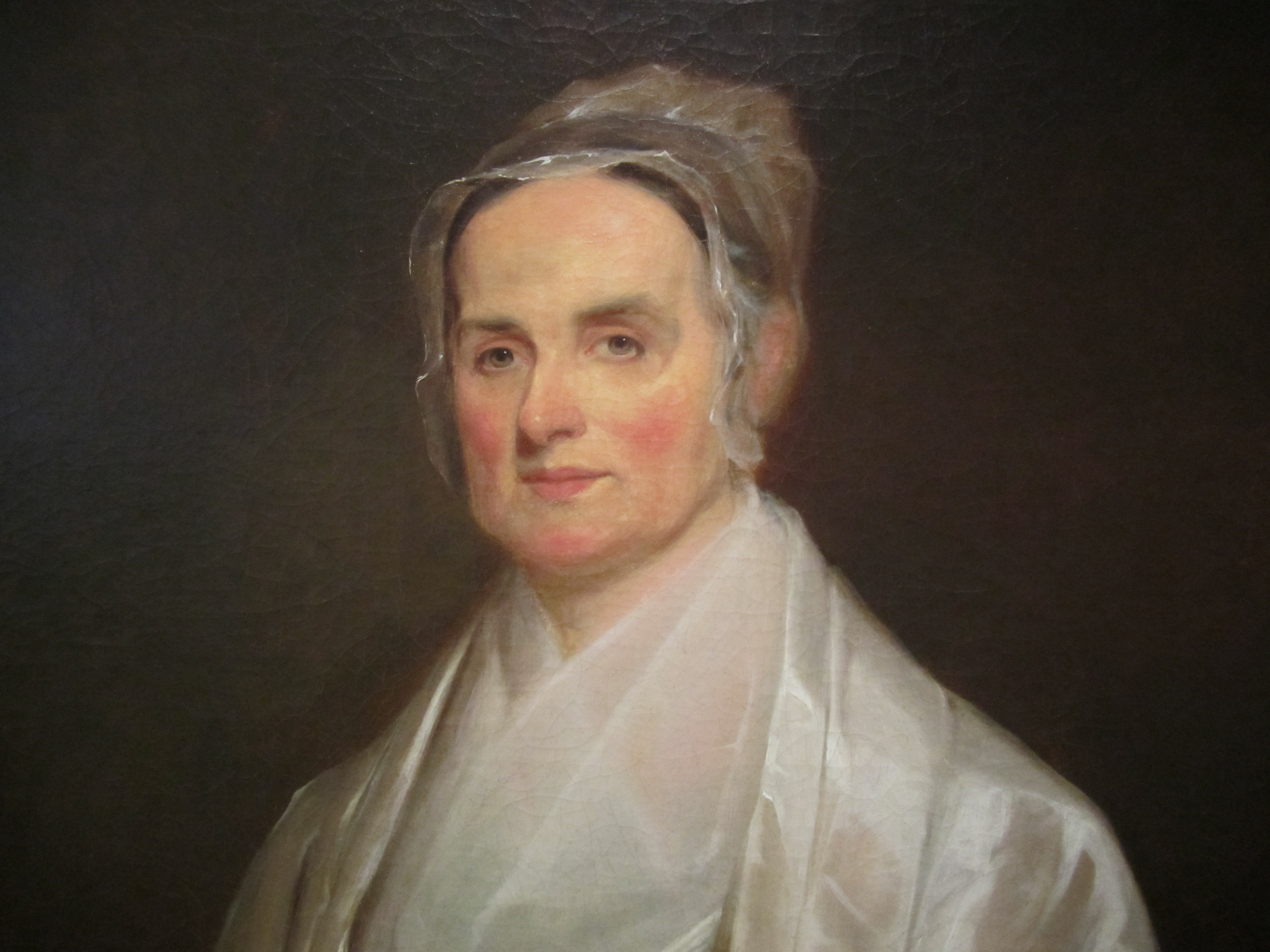
لوكريشا موت رئيسة الجمعية

إن الأشخاص الذين أدّوا أدوارًا مهمة في الجمعية الأمريكية للمساواة في الحقوق هم بعض أبرز الناشطين في مجال الإصلاح في ذلك الوقت، وكثيرون منهم كانوا على معرفة ببعضهم بوصفهم مناضلين قدامى في حركات مناهضة العبودية وحقوق المرأة:
- لوكريشا موت، رئيسة الجمعية، كانت مؤيده لإلغاء عقوبة الإعدام، ومُنِعت من المشاركة في المؤتمر العالمي لمناهضة الرق في لندن عام 1840 لأنها امرأة. وكانت صاحبة الاهتمام الرئيسي وأحد المنظمين لاتفاقية سينيكا فولز عام 1848، وهي أول اتفاقية لحقوق المرأة.
- إليزابيث كادي ستانتون، حضرت المحفل العالمي لمكافحة العبودية سنة 1840 بوصفها مراقبة، رفقة زوجها هنري ب. ستانتون الذي كان عضوًا بالجمعية الأمريكية لمكافحة العبودية. حيث صارت صديقة للوكريشا موت وتعهدا بتنظيم اتفاقية لحقوق المرأة في الولايات المتحدة. وكان السيد ستانتون المنظم لمؤتمر سينيكا فولز والمؤلف الرئيس للإعلان عن الآراء.[2]
- لوسي ستون، كانت رائدة في مجال حقوق المرأة ومنظمة أول اتفاقية وطنية لحقوق المرأة سنة 1850. وأصبحت ممثلة للجمعية الأمريكية لمناهضة العبيد سنة 1848[3] بموجب ترتيب يمكّنها من أن تلقى محاضرات عن حقوق المرأة دون أجر.
- سوزان ب. أنتوني، أصبحت ممثلة لجمعية مكافحة العبيد سنة 1856 على أن تستمر أيضًا في حملتها.[4]
- فريدريك دوغلاس، كان عبدًا هاربًا وزعيمًا من دعاة إلغاء عقوبة الإعدام، وأدى دورًا محوريًا في اتفاقية حقوق المرأة في سينيكا فولز. عاش في روتشستر، نيويورك، وكان صديقًا لعائلة أنتوني.[5]
- آبي كيلي فوستر وزوجها ستيفن سيموندس فوستر، كانا من دعاة إلغاء الرق الذين شجعوا أنتوني على أن تصبح ناشطة في جمعية مكافحة العبيد.[6]
- هنري بلاكويل، زوج لوسي ستون، عمل ضد العبودية ومن أجل حقوق المرأة.[7]

### الخلفية الثقافية للأحداث
كانت حركة حقوق المرأة لم تزل حديثة نسبيًا، إذ نمت في السنوات السابقة للحرب الأهلية الأمريكية، وساعد ذلك على دخول المرأة في النشاط الاجتماعي بواسطة حركة إلغاء عقوبة الإعدام. وشجعت الجمعية الأمريكية لمناهضة العبودية، بقيادة وليام لويد جاريسون خصوصًا من دافعوا عن حقوق المرأة. شُكلت لجنة للتخطيط للاتفاقية الوطنية الأولى لحقوق المرأة في أكتوبر 1850 من أشخاص كانوا يحضرون اتفاقية جمعية مكافحة العبودية سابقًا ذلك العام.
جرى تنظيم الحركة النسائية بصورة غير متجانسة خلال هذه الفترة، إذ نظمت مجموعة صغيرة من النساء بمبادرة شخصية حملات تشريعية وجولات خطابية. ونظمت لجنة تنسيق غير رسمية اتفاقيات وطنية لحقوق المرأة، لكن بعدد قليل من رابطات الولايات ودون منظمة وطنية رسمية. اختفت هذه الحركة إلى حد كبير خلال الحرب الأهلية (1861-1865) إذ ركزت الناشطات في مجال حقوق المرأة طاقاتهن على الحملة ضد العبودية. سنة 1863، نظمت إليزابيث كادي ستانتون وسوزان ب. أنتوني الجمعية الوطنية الموالية للمرأة، وهي أول منظمة سياسية وطنية للمرأة في الولايات المتحدة، وذلك لتنظيم حملة من أجل تعديل دستور الولايات المتحدة الذي من شأنه إلغاء العبودية.

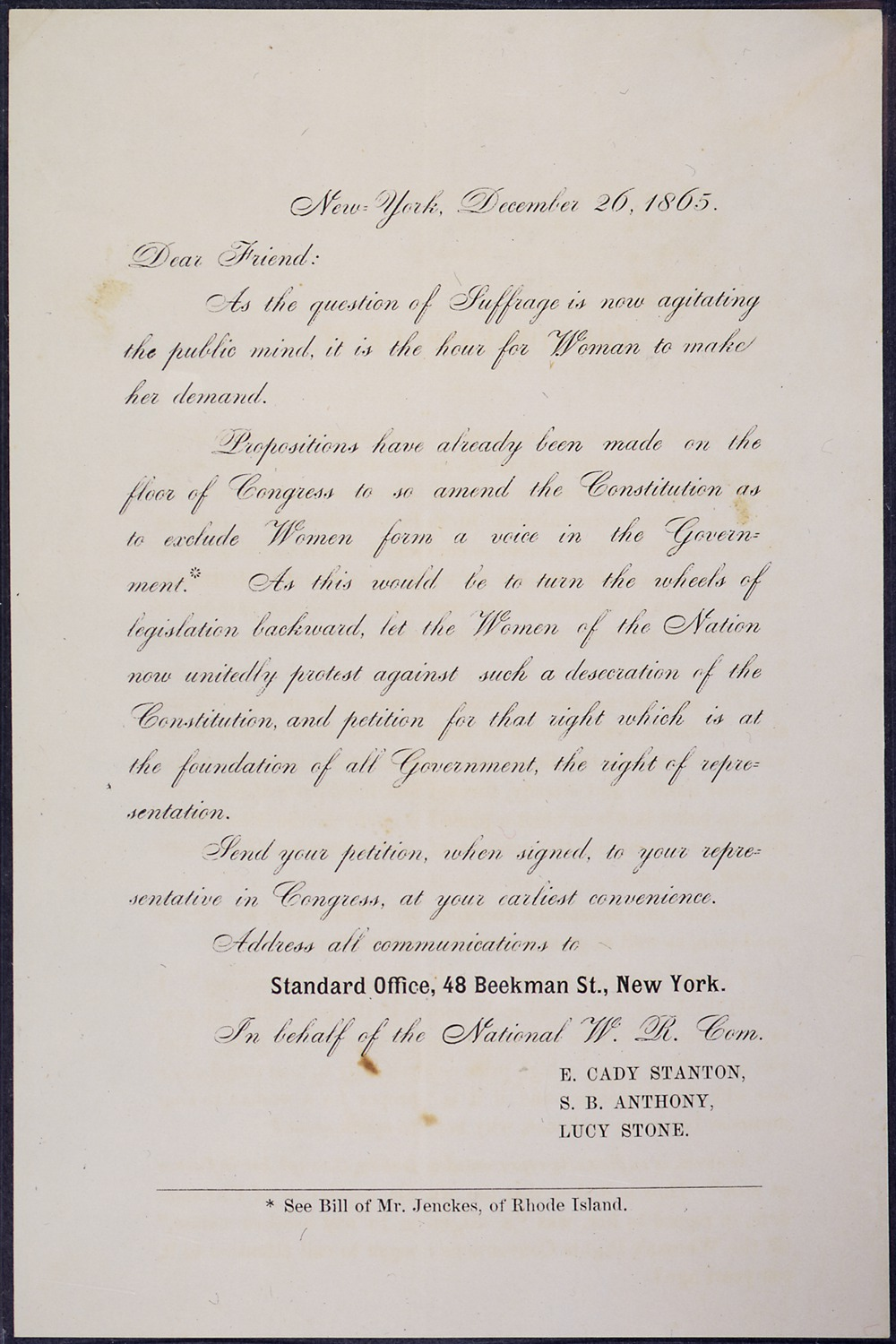
الرسالة التي وزعها ستانتون وأنتوني وستون، تدعو إلى تقديم التماسات ضد إدخال كلمة «ذكر» في دستور الولايات المتحدة في التعديل الرابع عشر

بعد إلغاء العبودية في الولايات المتحدة بموجب التعديل الثالث عشر سنة 1865، انتُخب ويندل فيليبس رئيسًا لجمعية مكافحة العبودية وبدأ يوجِّه موارده نحو نيل السود الحقوق السياسية. وقال للناشطين في مجال حقوق المرأة إنه لا يزال يؤيد حق المرأة في الاقتراع، لكنه رأى أن من الأفضل عدم المطالبة بذلك إلى أن تُكفل حقوق التصويت للرجال الأمريكيين من أصل إفريقي.
بدأت الحركة النسائية تنهض عندما بدأ تعميم المقترحات الخاصة بالتعديل الرابع عشر الذي من شأنه أن يضمن الجنسية -لكن ليس حق التصويت بعد- للأمريكيين من أصل إفريقي. وكذلك بعض المقترحات المتعلقة بهذا التعديل ستدرج أيضا لأول مرة كلمة «الذكور» في الدستور، الذي يبدأ بعبارة «نحن شعب الولايات المتحدة». قالت ستانتون: «إذا أُضيفت كلمة (ذكر)، سيستغرق إخراجها قرنًا من الزمان على الاقل» ونشرت ستانتون وأنتوني ولوسي ستون -وهن أبرز الشخصيات في الحركة النسائية- رسالةً في أواخر عام 1865 يدعون فيها إلى تقديم التماسات ضد أي عبارات تستبعد الإناث.
وافق مجلس النواب في أوائل عام 1866 على صيغة التعديل التي تشير إلى «الأشخاص» بدلاً من «الذكور»، لكنها رُفضت في مجلس الشيوخ. تضمنت الصيغة التي وافق عليها الكونغرس في نهاية المطاف وأرسلها إلى الولايات للتصديق كلمة «ذكر» ثلاث مرات. وعارضت ستانتون وأنتوني التعديل، لكن ستون أيدته بوصفه خطوةً نحو الاقتراع العام. وشجب فريدريك دوغلاس هذا الحكم لأنه يسمح للولايات بحرمان السود من التصويت إذا كانت هذه الولايات مستعدة لقبول خفض التمثيل على المستوى الاتحادي. وصُدقَ على التعديل الرابع عشر سنة 1868.
في اجتماع لجمعية مناهضة العبودية في يناير 1866، اقترحت ستون وأنتوني دمج تلك المنظمة مع حركة حقوق المرأة لإنشاء منظمة جديدة تدافع عن حقوق الأمريكيين من أصل إفريقي والمرأة، متضمنةً حق التصويت لكليهما. عارض فيليبس هذا الاقتراح، بحجة أن المسألة الرئيسية اليوم هي حق الاقتراع للرجال الأمريكيين من أصل أفريقي.
وكان فيليبس وغيره من الزعماء الذين ألغوا عقوبة الإعدام يتوقعون حكمًا دستوريًا بحقوق التصويت للعبيد السابقين، ما سيدعم انتصار الشمال أخيرًا على الولايات التي تفرض الرق في الحرب الأهلية. وليس من المتوقع أن تترتب على حق المرأة في الاقتراع أي فائدة من هذا القبيل، إضافةً إلى الاعتقاد بأن الجهد اللازم لشن حملة فعالة من أجل ذلك سيضعف فرص فوز الرجال الأمريكيين من أصل إفريقي بحق الاقتراع. مع ذلك لم تنجح مخططاتهم. ورغم تعديل الدستور سنة 1870 بحظر الحرمان من حقوق التصويت بسبب العرق، وهو وعد أصبح واقعًا فترةً قصيرة، منع العنف والمناورات القانونية معظم الأمريكيين من أصل إفريقي في الجنوب حق التصويت حتى اعتماد قانون حقوق التصويت عام 1965.